# آدي ميلر
آدي ميلر (بالإنجليزية: Addy Miller)‏ ممثلة أمريكية ولدت في 4 يناير 2000 في شمال كارولينا، الولايات المتحدة بدأت مشوارها الفني عام 2008. 

## وصلات خارجية
- آدي ميلر على موقع IMDb (الإنجليزية)
- آدي ميلر على موقع ألو سيني (الفرنسية)
- آدي ميلر على موقع أول موفي (الإنجليزية)
- آدي ميلر على موقع قاعدة بيانات الفيلم (الإنجليزية)
- آدي ميلر على موقع كينوبويسك (الروسية)